# Barrio la Peñita
Barrio la Peñita är en ort i Mexiko, tillhörande kommunen Acambay de Ruíz Castañeda i den västra delen av delstaten Mexiko, i den centrala delen av landet. Orten hade 101 invånare vid folkräkningen 2010.